# 3713 Pieters
3713 Pieters eller 1985 FA2 är en asteroid i huvudbältet som upptäcktes den 22 mars 1985 av den amerikanske astronomen Edward L.G. Bowell vid Anderson Mesa Station. Den är uppkallad efter Carle M. Pieters.
Asteroiden har en diameter på ungefär 16 kilometer och den tillhör asteroidgruppen Eos.